# Grand mas de Saint-Étienne-du-Grès
Le Grand mas est un manoir provençal situé sur la commune française de Saint-Étienne-du-Grès située dans le département des Bouches-du-Rhône en Provence-Alpes-Côte d'Azur.

## Historique
Ce mas d’époque Renaissance présente une magnifique façade avec tourelle.
Ses façades et toitures  ainsi que le four à pain de la cuisine font l’objet d’une première inscription au titre des monuments historiques depuis le 5 août 1980.
La protection est étendue le 8 juillet 2020 à l'ensemble du domaine avec son entrée, ses chemins, la cour et les jardins, la maison du gardien, l'ancien chai ainsi que son bois d'agrément et les parcelles agricoles comprenant l'oliveraie. Les intérieurs du Grand mas font l'objet d'une nouvelle inscription complémentaire par arrêté du 14 novembre 2024.